# Ortalotrypeta
Ortalotrypeta (лат.) — род мух из семейства пестрокрылок (Tephritidae), подсемейства Trypetinae, трибы Ortalotrypetini.

## Описание
Рыжие или бурые мухи, покрытые чёрными волосками. Затылок немного выпуклый. Усики короткие. Ариста в волосках. Среднеспинка полностью жёлтая, оранжевая или бледно-коричневая. Щиток слегка выпуклый, всерху со щетинками.

## Классификация и распространение
Встречаются в Палеарктике (9 видов) и Ориентальной области (5 видов), главным образом, в Китае и Вьетнаме. Среди них:
- Ortalotrypeta gansuica Zia, 1938
- Ortalotrypeta gigas Hendel, 1927
- Ortalotrypeta idana Hendel, 1927
- Ortalotrypeta idanina  Zia, 1963
- Ortalotrypeta isshikii  (Matsumura, 1916) — Япония[2]
- Ortalotrypeta singula  Wang, 1989
- Ortalotrypeta tibeta  Wang, 1989
- Ortalotrypeta trypetoides  Chen, 1948
- Ortalotrypeta ziae  Norrbom, 1994